# 北原尚彦
北原 尚彦（きたはら なおひこ、1962年12月10日 - ）は、日本のミステリ・SF・ホラー小説家、翻訳家、エッセイスト、アンソロジスト。古書研究家でシャーロック・ホームズ研究家。東京都出身。

## 経歴・人物
本名同じ。成蹊中学校・高等学校を経て、青山学院大学理工学部物理学科卒業。大学では青山学院大学推理小説研究会に所属した。
「本の雑誌」ほかで古書エッセイを執筆している。また世界中のシャーロック・ホームズ関連の書籍収集でも知られる日本有数のシャーロキアンであり、コナン・ドイル、ホームズものの翻訳アンソロジーも数多く編纂、翻訳している。日本シャーロック・ホームズ・クラブ会員。2015年、『シャーロック・ホームズの蒐集』で第68回日本推理作家協会賞（長編および連作短編集部門）候補。2019年、『シャーロック・ホームズの古典事件帖』にて、第41回日本シャーロック・ホームズ大賞を受賞。
日本推理作家協会会員、日本古典SF研究会会長。
日本SF作家クラブ会員（2013年9月から2014年まで第21代事務局長）であり、その後、退会していたが、2021年4月に再入会した。

## 作品リスト

### 小説

#### 「ホームズ君は恋探偵」シリーズ
北原なおみ名義で刊行。
- 『ホームズ君は恋探偵』（講談社X文庫ティーンズハート） 1990年4月
- 『緋色のリップスティック』（講談社X文庫ティーンズハート） 1990年6月
- 『4年目のラブサイン』（講談社X文庫ティーンズハート） 1990年7月
- 『消えた卒業写真』（講談社X文庫ティーンズハート） 1990年11月
- 『秘密のラブメッセージ』（講談社X文庫ティーンズハート） 1991年12月

#### 「スペース・プリンセス・ヒカリ」シリーズ
- 『銀星号発進せよ!』（白泉社） 1992年3月
- 『惑星バラシマ2の反乱!』（白泉社） 1992年6月
- 『惑星シマベーナの怪猫!』（白泉社） 1992年11月

#### 「ホームズ連盟」シリーズ
- 『ホームズ連盟の事件簿』（祥伝社） 2014年10月、のち祥伝社文庫 2017年3月 
  - 収録作品：「ケンジントン診療所の怪」「読書好きな泥棒」「グレヴィレア屋敷の秘密」「バスカヴィル秘話」「不正規隊長の回想」「女豹と毒蛇」
- 『ホームズ連盟の冒険』（祥伝社） 2016年2月、のち祥伝社文庫 2019年5月 
  - 収録作品：「犯罪王の誕生」「蒼ざめた双子の少女」「アメリカからの依頼人」「ディオゲネス・クラブ最大の危機」「R夫人暗殺計画」「ワトスンになりそこねた男」

#### その他の小説
- 『霧幻帝都』（エニックス） 2001年2月
- 『首吊少女亭』（出版芸術社） 2007年8月、のち角川ホラー文庫 2010年2月
  - 収録作品：「眷属」「下水道」「新人審査」「人造令嬢」「貯金箱」「凶刃」「活人画」「火星人秘録」「遺棄船」「怪人撥条足男」「愛書家倶楽部」「首吊少女亭」
- 『死美人辻馬車』（講談社文庫） 2010年6月
  - 収録作品：「蜜月旅行」「朋類」「帰去来」「鏡迷宮」「秘百合」「映画発明者」「死美人辻馬車」「屍衣館怪異譚」「袋笛奏者」
- 『ジョン、全裸連盟へ行く』（ハヤカワ文庫JA） 2014年9月
  - 収録作品：「ジョンの推理法修業」「ジョン、全裸連盟へ行く」「ジョンと人生のねじれた女」「ジョンと美人サイクリスト」「ジョン、三恐怖館へ行く」「ジョンとまだらの綱」
- 『シャーロック・ホームズの蒐集』（東京創元社） 2014年11月、のち創元推理文庫 2018年3月
  - 収録作品：「遅刻しがちな荷馬車の事件」「結ばれた黄色いスカーフの事件」「ノーフォークの人狼卿の事件」「詮索好きな老婦人の事件」「 憂慮する令嬢の事件」「曲馬団の醜聞の事件」

#### 単行本未収録作品
- 「CO*GIL*A対ゴジラ」（『ゴジラ｢超｣事典(ウルトラ マニュアル)』編著：GODZILLA愛好会、飛天出版、1998年）
- 「ジョンとライゲイトの大王烏賊」（『ミステリマガジン』2015年2月号）
- 「ジョンと技師の足指」（『ミステリマガジン』2015年5月号）
- 「ジョンと小猫フランシスの失踪」（『ミステリマガジン』2015年7月号）
- 「ジョンと〈緑輪のゴブリン団〉」（『ミステリマガジン』2015年9月号）
- 「ジョンと青いマーメイド」（『ミステリマガジン』2015年11月号）
- 「ジョンと赤いディスク」（『ミステリマガジン』2016年5月号）
- 「ジョン、モモ屋敷へ行く」（『ミステリマガジン』2017年9月号）
- 「ジョンと三人のJK」（『ミステリマガジン』2020年3月号）
- 「化学者の親指」（『ミステリマガジン』2023年5月号）
- 「恐怖の谷異聞」（『ミステリマガジン』2023年5月号） - カタリーナ・I・フーカー著、母置孝則訳として掲載された北原の創作作品[4]

#### ノベライズ
- 『スターオーシャン Till the End of Time Side 1 惑星ハイダ～エリクール2号星』（スクウェア・エニックス） 2003年7月
- 『スターオーシャン Till the End of Time Side 2 王都アーリグリフ～聖王都シランド』（スクウェア・エニックス） 2003年9月
- 『スターオーシャン Till the End of Time Side 3 バンデーン襲来～タイムゲート』（スクウェア・エニックス） 2003年11月
- 『スターオーシャン Till the End of Time Side 4 Final』（スクウェア・エニックス） 2004年3月
- 『スターオーシャン Till the End of Time Special Side DIRECTOR'S CUT』（スクウェア・エニックス） 2004年10月

### エッセイ / ホームズ研究
- 『エヴァンゲリオン 創造と結末の解明 THE CREATION EVA』（編：新風迎撃団、弓立社） 1997年1月
- 『シャーロック・ホームズ事典』（ちくま文庫、シャーロック・ホームズシリーズ全集 別巻） 1998年7月
- 『キテレツ古本漂流記』（青弓社） 1998年8月、のち改題文庫化『奇天烈! 古本漂流記』（ちくま文庫） 2005年4月
- 『シャーロック・ホームズ秘宝館』（青弓社） 1999年3月
- 『SF万国博覧会』（青弓社） 2000年1月
- 『本屋にはないマンガ』（長崎出版） 2005年8月
- 『新刊! 古本文庫』（ちくま文庫） 2003年8月
- 『発掘! 子どもの古本』（ちくま文庫） 2007年1月
- 『SF奇書天外』（東京創元社） 2007年8月
- 『シャーロック・ホームズ万華鏡』（本の雑誌社） 2007年8月
- 『古本買いまくり漫遊記』（本の雑誌社） 2009年4月
- 『SF奇書コレクション』（東京創元社） 2013年12月
- 『シャーロック・ホームズ 秘宝の研究』（宝島SUGOI文庫） 2017年7月
- 『シャーロック・ホームズ語辞典 ホームズにまつわる言葉をイラストと豆知識でパイプ片手に読み解く』（絵：えのころ工房、誠文堂新光社） 2019年12月
- 『初歩からのシャーロック・ホームズ』（中公新書ラクレ） 2021年11月
- 『シャーロック・ホームズの建築』（絵・図：村山隆司、エクスナレッジ） 2022年2月
- 『マンガで世界名作　名探偵シャーロック・ホームズ』（原作：アーサー・コナン・ドイル、マンガ：蒼天来、高橋書店）2025年4月 ※北原は監修

### アンソロジー収録作
「」内が収録されている北原尚彦の作品
- 『時間怪談 異形コレクションX』（廣済堂文庫） 1999年5月 「血脈」
- 『トロピカル 異形コレクションXI』（廣済堂文庫） 1999年7月 「蜜月旅行」
- 『GOD 異形コレクションXII』（廣済堂文庫） 1999年9月 「下水道」
- 『俳優 異形コレクションXIII』（廣済堂文庫） 1999年11月 「新人審査」
- 『世紀末サーカス 異形コレクションXIV』（廣済堂文庫） 2000年1月 「朋類」
- 『エロティシズム12幻想』（エニックス） 2000年2月、のち講談社文庫 2002年3月 「活人画」
- 『血の12幻想』（エニックス） 2000年5月、のち講談社文庫 2002年4月 「凶刃」
- 『帰還 異形コレクションXVI』（光文社文庫） 2000年9月 「帰去来」
- 『ロボットの夜 異形コレクションXVII』（光文社文庫） 2000年11月 「人造令嬢」
- 『幽霊船 異形コレクションXVIII』（光文社文庫） 2001年2月 「遺棄船」
- 『玩具館 異形コレクションXX』（光文社文庫） 2001年9月 「貯金箱」
- 『キネマ・キネマ 異形コレクションXXIII』（光文社文庫） 2002年9月 「映画発明者」
- 『酒の夜語り 異形コレクションXXIV』（光文社文庫） 2002年12月 「首吊少女亭」
- 『夏のグランドホテル 異形コレクションXXVI』（光文社文庫） 2003年6月 「天蓋寝台」
- 『ザ・ベストミステリーズ 2003 推理小説年鑑』（講談社） 2003年7月 「首吊少女亭」
  - 【分冊・改題】『殺人格差 ミステリー傑作選』（講談社文庫） 2006年11月
- 『蒐集家（コレクター） 異形コレクションXXXI』（光文社文庫） 2004年8月 「愛書家倶楽部」
- 『ザ・ベストミステリーズ 2005 推理小説年鑑』（講談社） 2005年7月 「愛書家倶楽部」
  - 【分冊・改題】『隠された鍵 ミステリー傑作選』（講談社文庫）2008年11月
- 『NOVA+ 屍者たちの帝国 書き下ろし日本SFコレクション』（河出文庫） 2015年10月 「屍者狩り大佐」
- 『オバケヤシキ 異形コレクションXXXIII』（光文社文庫） 2005年8月 「屍衣館怪異譚」
- 『ひとにぎりの異形 異形コレクションXXXVII』（光文社文庫） 2007年12月 「ワトスン博士の内幕」
- 『物語のルミナリエ 異形コレクションXLVIII』（光文社文庫） 2011年12月 「ハドスン夫人の内幕」
- 『アリス殺人事件』（河出文庫） 2016年6月 「鏡迷宮」
- 『悪意の迷路 最新ベスト・ミステリー』（光文社） 2016年11月 「憂慮する令嬢の事件」
  - 【改題】『悪意の迷路 日本ベストミステリー選集』（光文社文庫） 2019年5月
- 『蠱惑の本 異形コレクションL』（光文社文庫） 2020年12月 「魁星」

### 編纂・翻訳
- 『シャーロック・ホームズの世界』（マーティン・ファイドー、求龍堂） 2000年4月
- 『まだらの紐 ドイル傑作集1』（アーサー・コナン・ドイル、西崎憲共編、創元推理文庫） 2004年7月
- 『北極星号の船長 ドイル傑作集2』（アーサー・コナン・ドイル、西崎憲共編、創元推理文庫） 2004年12月
- 『シャーロック・ホームズの栄冠』（A・A・ミルン他、論創社、論創海外ミステリ） 2007年1月、のち創元推理文庫 2017年11月
- 『クルンバーの謎 ドイル傑作集3』（アーサー・コナン・ドイル、西崎憲共編、創元推理文庫） 2007年5月
- 『日本版シャーロック・ホームズの災難』（柴田錬三郎他、論創社） 2007年12月
- 『陸の海賊 ドイル傑作集4』（アーサー・コナン・ドイル、西崎憲共編、創元推理文庫） 2008年4月
- 『スター・トレック』（アラン・ディーン・フォスター、尾之上浩司, 増田まもる共訳、角川文庫） 2009年5月
- 『シャーロック・ホームズ わが人生と犯罪』（マイケル・ハードウィック、日暮雅通共訳、原書房） 2009年7月
- 『ラッフルズ・ホーの奇蹟 ドイル傑作集5』（アーサー・コナン・ドイル、西崎憲共編、創元推理文庫） 2011年12月
- 『怪盗対名探偵 初期翻案集』（モーリス・ルブラン、論創社） 2012年4月
- 『シャーロック・ホームズの最強クイズ』（ジョン・ワトソン、尾之上浩司共訳、扶桑社） 2012年4月
- 『ヴィクトリアン・アンデッド シャーロック・ホームズvs.ゾンビ』（イアン・エジントン、小学館集英社プロダクション） 2012年10月
- 『日本SF短編50』全5巻（日下三蔵, 山岸真, 星敬共編、ハヤカワ文庫JA） 2013年2月 - 同年10月
- 『シャーロック・ホームズ完全解読』（監修、宝島社、別冊宝島） 2013年2月、のち宝島SUGOI文庫） 2014年3月
- 『険奇探偵小説 ホシナ大探偵―押川春浪 ホームズ翻案コレクション―』（アーサー・コナン・ドイル、押川春浪翻案、盛林堂ミステリアス文庫） 2015年3月
- 『シャーロック・ホームズ完全解析読本』増補・改訂版（宝島社） 2016年2月
- 『ルーフォック・オルメスの事件簿』（カミ、盛林堂ミステリアス文庫） 2017年11月
- 『シャーロック・ホームズの古典事件帖』（アーサー・コナン・ドイル、論創社、論創海外ミステリ） 2018年1月
- 『モリアーティ秘録』上・下（キム・ニューマン、創元推理文庫） 2018年12月
- 『中山忠直ＳＦ詩集　地球を弔ふ・火星 抄』（中山忠直、横田順彌・共編、盛林堂ミステリアス文庫） 2020年6月
- 『浮出た血染の手形 ―三津木春影翻案探偵小説集―』（三津木春影翻案、盛林堂ミステリアス文庫） 2021年3月
- 『シャーロック・ホームズ　ジュニア翻案集』（盛林堂ミステリアス文庫） 2022年7月
- 『海底宝窟　完全版』（押川春浪、盛林堂ミステリアス文庫） 2024年5月
- 『ササッサ谷の怪 コナン・ドイル奇譚集』（コナン・ドイル、小池滋監訳、中公文庫） 2024年5月